# M. A. Aziz Stadium
Das M.A. Aziz Stadium (bengalisch এম এ আজিজ স্টেডিয়াম; auch bekannt als Chittagong Stadium) ist ein multifunktionelles Stadion in Chittagong, Distrikt Chittagong, Division Chittagong, Bangladesch. Hauptsächlich wird es für Cricket und Fußball verwendet.

## Geschichte
Während des Bangladesch-Kriegs im Jahr 1971 diente das Curcuit House, dass das Stadion überblickt, als Hauptquartier der Armee. 1981 wurde im Stadion bei einem fehlgeschlagenen Militärputsch der bangladeschische Präsident Ziaur Rahman ermordet.

## Kapazität und Infrastruktur
Das Stadion bietet heute 30.000 Zuschauern Platz. Die beiden Enden des Wickets heißen Pedrollo End und Ispahani End.

## Internationales Cricket
Das Stadion wurde von 1988 bis 2005 für internationales Cricket verwendet. Das erste One-Day International wurde hier während des Asia Cup 1988 zwischen Bangladesch und Indien ausgetragen. Der erste Test wurde hier im November 2001 bei einer Tour zwischen Bangladesch und Simbabwe ausgetragen. Seit dem Jahr 2006 werden internationale Spiele in Chittagong im Chittagong Divisional Stadium ausgetragen. Bis dahin fanden hier acht Tests und 10 ODIs statt.

## Nationales Cricket
In der Saison 2013/14 wurden in der Bangladesh Premier League hier zehn Spiele ausgetragen.

## Fußball
Während des AFC Challenge Cup 2006 wurden hier zahlreiche Spiele der Vor- und Finalrunde ausgetragen.